# Norman Thavaud
Pour les articles homonymes, voir Norman et Thavaud.
Norman, de son nom complet Norman Thavaud, né le 14 avril 1987 à Arras, est un vidéaste web, humoriste et acteur français.
Il se fait connaître en publiant des vidéos sur Dailymotion d'abord au sein du trio Le Velcrou en 2008, avec Hugo Tout Seul et Kemar. En 2010, il lance sa chaîne YouTube personnelle « Norman fait des vidéos ». Il devient rapidement l'une des figures majeures du podcast vidéo francophone. Parallèlement, il fait quelques passages discrets à la télévision et au cinéma et se met en scène dans divers spectacles dont des one-man-show.
Après avoir longtemps été deuxième, il est en décembre 2023 le quatrième vidéaste web francophone en nombre d'abonnés sur YouTube, derrière Squeezie, Cyprien et Tibo InShape, sa chaîne en comptabilisant 11,5 millions.
Depuis 2018, il fait l'objet d'accusations de harcèlement sexuel, de viol et de corruption de mineur. En décembre 2022, YouTube cesse de diffuser des publicités sur sa chaîne, devenue inactive depuis, tandis que Webedia suspend sa collaboration avec le vidéaste. En 2023, le parquet de Paris, après avoir ouvert une enquête, classe l'affaire sans suite. Les avocats des plaignantes déposent une plainte avec constitution de partie civile. En 2024, alors qu'il n'était plus réapparu sur la plateforme YouTube depuis presque deux ans, Norman Thavaud publie une vidéo dans laquelle il exprime son ressenti sur l'affaire et ses conséquences sur sa vie familiale.

## Biographie

### Enfance et études (1987-2008)
Norman Thavaud naît le 14 avril 1987 à Arras,. Sa mère, Marie-France, est professeur d'histoire-géographie. Son père, Jack, dit Jacky, travaille dans l'animation culturelle et est directeur d'une école de cinéma à Montreuil, la Flec, dont il devient le parrain en 2012. Il a une sœur aînée, Daphné.
Norman grandit à Liévin. Il arrive à Paris en juillet 2002, à la suite du décès de sa mère d'un cancer. Il joue pendant sept ans du saxophone au conservatoire. Enfant, il utilise la caméra de son père pour tourner des vidéos. Après avoir obtenu son baccalauréat en 2005, il commence des études de cinéma et occupe plusieurs emplois avant de devenir monteur vidéo. Il triple sa première année d'université « parce qu'il passait son temps à jouer à World of Warcraft ». Finalement, il abandonne ses études pour se consacrer à sa passion.

### Vie privée
Norman Thavaud est en couple avec l’influenceuse et mannequin française Martha Gambet depuis 2017. En mars 2019, ils deviennent parents d'une fille prénommée Bianca. Norman et Martha se marient le 14 septembre 2024,,.

### Carrière

#### Débuts sur Internet (2008-2010)
Norman Thavaud rencontre Hugo Dessioux (alias « Hugo Tout Seul ») au lycée Saint-Sulpice et forme avec lui Le Velcrou en mars 2008. C'est un duo qui poste régulièrement des vidéos humoristiques sur Dailymotion. Quatre mois plus tard, Marc Jarousseau (alias « Kemar »), un ami rencontré à la faculté, rejoint Le Velcrou.
Grâce à ce groupe comique, il rencontre Cyprien Iov, un autre vidéo-blogger, qui apparaît par la suite dans quelques-unes de leurs vidéos. En décembre de la même année, Cyprien crée et scénarise Super Mega Noël, un court métrage humoristique sur le thème de Noël. Il y invite d'autres vidéastes dont Norman et Hugo Tout Seul. Le court métrage est mis en ligne sur le site internet créé pour l'occasion.
En parallèle, Norman continue ses études et obtient en juillet 2009 sa licence de cinéma à l'université Paris-1 Panthéon-Sorbonne. La même année, ses vidéos avec Le Velcrou lui rapportent de l'argent. En effet, il est embauché avec Hugo par Digital Games pour jouer dans la mini web-série Nouvelle série Geek[source secondaire souhaitée]. Cependant, avec le Velcrou, Hugo, Marc et Norman connaissent peu de succès et le groupe se sépare en octobre 2010 en même temps que commencent leurs vidéos en solo.

#### Norman fait des vidéos(depuis 2010)
À la fin 2010, Norman crée des mini-séquences vidéo d’environ 4 minutes depuis son appartement à Montreuil. Il incarne « Monsieur tout le monde » et parle de sujets quotidiens avec sa première vidéo en solo, Le Club de ping pong. Le 6 mai 2011, il publie Les Bilingues, une vidéo qui atteint un million de vues en quelques semaines. Premier sketch amateur à obtenir un tel score en France, il marque le début de sa notoriété.
Ses vidéos, visionnées plusieurs millions de fois sont rémunérées par le site internet YouTube et attirent l'attention des médias,,,. Certains de ces médias sont néanmoins perplexes face à ce qu'ils qualifient de « phénomène web » ; ainsi, le journaliste de Liberation Éric Loret relève que Norman et les artistes de sa génération, à l'instar de Hugo Dessioux et de Cyprien Iov qui se sont lancés dans le même format, ont l'avantage d'être « hyperbons en business et en com, maîtrisant toutes les stratégies avec la plus grande innocence ».
En 2015, il est avec Cyprien celui qui cumule le plus de vues sur une vidéo YouTube en France, hors vidéos musicales, avec son hommage au jeu vidéo Assassin's Creed où il partage la vedette avec Squeezie.
Au 5 décembre 2022, sa chaîne YouTube atteint plus de 12 millions d’abonnés et 2,7 milliards de vues. Elle est la troisième chaine YouTube la plus importante de France.
Sa page Facebook rassemble 4 000 000 fans et son compte Twitter est suivi par plus de 3 400 000 abonnés. L'un de ses projets porte sur la réalisation d'un long-métrage avec Cyprien Iov.
Il réalise en juin 2017 un court-métrage, La Porte du sommeil, qu'il a lui-même écrit et dont il a le rôle principal,.

#### Diversification des activités (2011-2020)

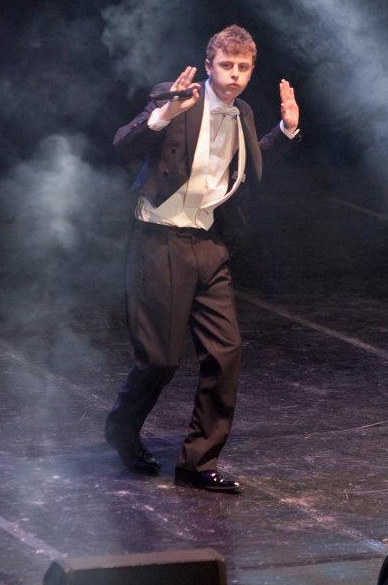
Norman au Grand Rex en 2012.

Alors qu'il réalisait jusque-là ses vidéos tout seul, Norman est repéré en 2011 par Orange pour tourner des vidéos virales en faveur de l'opération Orange Cineday. Les vidéos Norman fait son cinéma sont diffusées à partir de juillet 2011.
En 2013, il fait son apparition sur les écrans de cinéma, jouant le premier rôle du film de Maurice Barthélemy, Pas très normales activités, sorti le 30 janvier 2013, que la critique accueille de manière mitigée,, déclarant par exemple que le jeune acteur aurait dû s'essayer à la télévision avant de passer directement au grand écran. Le film est un échec en salles, totalisant un peu moins de 180 000 entrées à la fin de son exploitation, un chiffre qui contraste avec les millions de vues de ses vidéos sur YouTube.
En 2015, Norman fait une tournée en France, en Belgique et en Suisse avec son premier one-man-show intitulé Norman sur scène. Ce spectacle attire près de 400 000 personnes.
Initialement prévue en 2016, la mini-série télévisée Presque adultes paraît sur TF1 à l'été 2017. Elle est composée de dix épisodes de six minutes, avec Cyprien et Natoo. Les trois vidéastes sont les scénaristes de la série. Elle est produite par Mixicom et Partizan.
Fin 2020, son spectacle intitulé Le Spectacle de la maturité fait partie du catalogue de la plateforme Amazon Prime.
Norman est actionnaire de Talent Web SAS, la régie publicitaire de Mixicom, une société rachetée par Webedia en septembre 2015, procédure à l'issue de laquelle il aurait touché 2,2 millions d'euros.
En juin 2020, il est le troisième vidéaste web francophone en nombre d'abonnés sur YouTube, derrière Squeezie et Cyprien,.

#### Accusation de racisme
En décembre 2020, une polémique éclate au sujet d'une blague issue de son spectacle diffusé sur la plateforme Prime Video. Elle porte sur la présence d'une actrice noire, Lashana Lynch, dans le film James Bond Mourir peut attendre. La chanteuse Yseult a accusé le youtubeur de racisme et de misogynie. Il s'est défendu sur Instagram : « Le contenu du spectacle ne laisse planer aucun doute sur le fond de ma pensée et sur la sincérité de mon engagement antiraciste ».

#### Perte de vitesse et affaire judiciaire (depuis 2020)
En février 2021, le magazine Capital note qu'à l'image d'autres vidéastes comme Cyprien Iov ou Squeezie, les vidéos de Norman sur YouTube ont connu une importante baisse d'audience en 2020. Bien que Norman reste le troisième youtubeur français avec 11,9 millions d’abonnés, le vidéaste a engrangé en moyenne 12,3 millions de vues par vidéo en 2020 contre le double l'année précédente. Mais le magazine note également que les chaînes du vidéaste sur TikTok et sur Twitch cumulent respectivement 966 800 et 104 500 abonnés en 2020.
Des accusations de viols et de corruptions de mineur ont des conséquences sur la carrière de Norman : mise en suspens de sa collaboration avec le groupe Webedia et arrêt de la diffusion de publicités sur sa chaine YouTube en décembre 2022. L'affaire est classée sans suite en octobre 2023.

## Affaire judiciaire

### Accusations de harcèlement sexuel, viols et corruption de mineurs
En 2018, dans le sillage du hashtag #BalanceTonYoutubeur, plusieurs témoignages accusent Norman Thavaud de harcèlement sexuel,. En 2020, une internaute québécoise l'accuse de lui avoir demandé des photographies à caractère sexuel de manière de plus en plus insistante alors qu'elle était encore mineure. Elle porte plainte au Canada contre Norman pour « leurre d'enfant et exploitation sexuelle sur mineurs » et transmet tous les messages et photographies échangés avec le vidéaste à la police. Elle affirme que la plainte est alors en instruction,,,. Contactée par le média Urbania, qui a interrogé en avril 2021 l'internaute, l'attachée de presse de Norman Thavaud réfute les accusations, mais confirme que des échanges ont eu lieu,,.
Le parquet de Paris ouvre une procédure en janvier 2022 concernant « six plaignantes ». Toutes ont déposé plainte, cinq d'entre elles pour viol ; deux étaient mineures à l'époque des faits. Le 5 décembre 2022, Norman Thavaud est placé en garde à vue pour une durée de 36 heures dans le cadre d'une enquête préliminaire pour viols et corruption de mineurs,. Celle-ci est confiée à la brigade de protection des mineurs. À la suite de la garde à vue du youtubeur, le groupe Webedia, société productrice des plus importantes chaînes YouTube en France, procède à « la mise en suspens de sa collaboration avec Norman Thavaud ». Deux autres vidéastes ont été entendus par les enquêteurs dans cette affaire : Squeezie en juin et Cyprien en septembre 2022.
Norman a déclaré aux enquêteurs recevoir « menaces de mort, hordes d'insultes et cyberharcèlement » depuis la médiatisation de l'affaire. Dans le même temps, le vidéaste web Le Roi des Rats publie une vidéo sur sa chaîne YouTube dans laquelle six victimes présumées livrent leurs témoignages,.
En décembre 2022, YouTube cesse de diffuser des publicités autour de ses vidéos.
Le 15 décembre 2022, Norman est de nouveau convoqué par la justice en vue d'une nouvelle plainte pour viol et corruption de mineurs. Une septième plainte pour viol est déposée.
Le 6 février 2023, un snapchateur se filme à la terrasse d'un café avec Norman en le traitant de « gros pédophile ». Cette vidéo, tournée contre son gré, constitue sa seule apparition publique sur Internet en 2023.
Le 11 octobre 2023, le parquet de Paris classe sans suite l'enquête préliminaire pour viols et corruption de mineurs au motif que les infractions étaient insuffisamment caractérisées. Selon le parquet, « la qualification de corruption de mineur a été écartée, au motif que l’âge des jeunes filles n’a jamais été précisé en début de prise de contact » et aucun élément ne confirmait cette hypothèse. Le parquet ajoute « que les qualifications de viol ni d’agression sexuelle n’ont davantage été retenues dès lors que les échanges préalables aux rencontres étaient systématiquement sentimentaux et le plus souvent sexualisés et sans ambiguïté », pour conclure qu'il n’y a eu ni tromperie ni violence. Le 12 octobre 2023, les avocats des plaignantes prennent acte du classement sans suite et déposent une plainte avec constitution de partie civile, en considérant « que les éléments constitutifs des infractions reprochées à Norman Thavaud sont caractérisés ».

Le 11 août 2024, Norman publie une vidéo sur YouTube où il s'exprime publiquement pour la première fois sur les faits qui lui ont été reprochés et sur sa situation depuis sa garde à vue de décembre 2022, y compris le harcèlement que subit sa famille,. Il exprime son point de vue sur le classement sans suite en s'estimant selon lui « innocent », bien qu'admettant que : 

« Mon rapport à la séduction était sûrement parfois inélégant et immature. J'ai sans doute parfois fait preuve de goujaterie, j'ai également sans doute parfois blessé des gens involontairement, et ça je le regrette sincèrement. Bien que mes accusations étaient disproportionnées, ce que la justice a confirmé, on peut toujours mieux faire, moi le premier. »

 Il accuse néanmoins des plaignantes non spécifiées d'avoir falsifié leur âge sur Tinder, une application réservée aux majeurs, et de fournir des témoignages sur des chaînes YouTube qui diffèrent complètement de ceux qu'elles ont donnés devant la justice. Interrogés à propos du fait que Norman s'estime innocenté parce que l'affaire a été classée sans suite, des membres du parquet et avocat rappellent qu'un classement sans suite « n’est pas un désaveu de la victime » mais plutôt « qu’il n’y a pas assez d’éléments pour nourrir une procédure pénale susceptible d’aboutir » et que cela ne signifie pas que le délit ou le crime a eu lieu ou non,.

## Filmographie

### Groupe et autres projets
Cette section ne s'appuie pas, ou pas assez, sur des sources secondaires ou tertiaires indépendantes du sujet. Le texte peut contenir des analyses inexactes ou inédites de sources primaires.
Pour l'améliorer, ajoutez-en, ou placez des modèles {{Source secondaire souhaitée}} ou {{Source secondaire nécessaire}} sur les passages mal sourcés. (novembre 2022)
- 2008 - 2009 : Velcrou
- 2009 : Nouvelle série Geek avec Le Velcrou
- 2010 - 2022 / Depuis 2024 : Norman fait des vidéos
- 2011 : Journaliste pour Menu W9
- 2011 - 2012 : NormanVidéosBonus
- 2011 - 2012 : Norman fait son cinéma
- 2012 : Le Guichet
- 2012 : Crunch sort Norman de sa chambre
- 2013 : Super Social Movie de Norman

### Télévision
En dehors de ses propres projets, Norman Thavaud a participé à plusieurs émissions télévisées :
- 2011 : Very Bad Blagues, Direct8
- 2012 : Bref., Canal+
- 2012 : Palmashow l'émission, D8
- 2013 : La jeunesse a-t-elle une histoire ?, Arte
- 2014 : Scènes de ménages : le propriétaire de Cédric et Marion
- 2015 : Peplum de Philippe Lefebvre : le messager (épisode 1)
- 2016 : Sketch avant le programme Le Pirette en forme accompagné de l'humoriste belge Gui-Home, RTL-TVI
- 2017 :
  - Dix pour cent (saison 2 épisode 3) : lui-même
  - Presque adultes : lui-même
- 2018 : Burger Quiz, TMC

### Cinéma

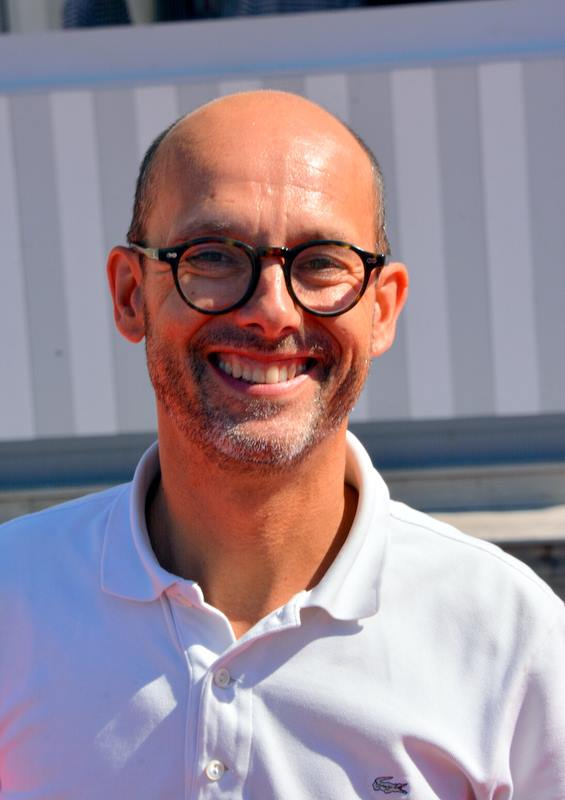
Maurice Barthélemy a choisi Norman Thavaud pour Pas très normales activités.

- 2013 : Pas très normales activités de Maurice Barthélemy : Octave Blin
- 2015 : Mon roi de Maïwenn : Nico
- 2017 : Alibi.com de Philippe Lacheau : Paul-Édouard
- 2020 : Ducobu 3 de Élie Semoun : père de Willie

### Courts métrages

#### Comme acteur
- 2017 : La Porte du sommeil de lui-même : Norman
- 2017 : Jour de pluie de Jhon Rachid et Antoine Barillot : policier dans la rue
- 2017 : Le Bug des 10 millions de Ludovik : lui-même
- 2020 : Le Talisman de Ludovik : Nathan

#### Comme scénariste
- 2017 : Le Bug des 10 millions de Ludovik

### Doublage

#### Cinéma
- Thomas Mann dans Projet X (2012) de Nima Nourizadeh : Thomas

#### Jeu vidéo
- Starlink: Battle for Atlas (2018) de Ubisoft : Levy

## Spectacles
- 2012 : Le Zapping Amazing, au Grand Rex (avec sa bande)
- 2013 : Le Zapping Amazing 2, dans toute la France (avec sa bande)
- 2015 : Norman sur scène, en France, Belgique et en Suisse (en solo)
- 2019 : Le spectacle de la maturité, en France, Belgique, Suisse, au Canada et au Québec (en solo)

## Musique
Outre ses sketchs, Norman fait (ou participe à) également beaucoup de clips vidéos.

### Clips
- 2009 : Cinq étoiles (avec Cyprien, Hugo Tout Seul et Kemar) avec Le Velcrou
- 2010 : 2012 Fin du monde (avec Cyprien, Hugo Tout Seul et Kemar) avec Le Velcrou
- 2010 : Lendemains difficiles avec Cyprien et PV Nova
- 2011 : Black Town avec Volt
- 2011 : Get Up avec Volt
- 2011 : Maintenant j'ai Google
- 2011 : Un Morceau de salade (avec Hugo Tout Seul et Kemar) avec Le Velcrou
- 2011 : Nouvelle année (avec Hugo Tout Seul et Kemar) avec Le Velcrou
- 2011 : La Coupe du monde c'est nul ! (avec Hugo Tout Seul et Kemar) avec Le Velcrou
- 2014 : Luigi Clash Mario avec Cyprien, Hugo Tout Seul, Jérôme Niel, Mister V, Nodey, etc.
- 2015 : Internet de l'époque avec Cyprien, PV Nova, Natoo, Kamini, etc.
- 2015 : Assassin des templiers réalisé par Théodore Bonnet, avec Squeezie, tourné au château de Fontainebleau
- 2016 : Friendzone avec Natoo
- 2017 : Zelda
- 2018 : La Chanson du faux
- 2018 : J'adore le concept avec Jhon Rachid

### Singles
- 2017 : Internet de l'époque
- 2017 : Luigi Clash Mario
- 2017 : Assassin des templiers
- 2017 : Assassin des templiers (Acoustic Version) avec Waxx et Mike Kenli
- 2017 : Friend Zone
- 2017 : Zelda
- 2018 : La Chanson du faux

## Publications
- Mes dessins, Michel Lafon, 2021[66].

## Distinctions
| Cérémonie         | Année | Travail nommé              | Récompense          | Résultat   |
| ----------------- | ----- | -------------------------- | ------------------- | ---------- |
| Web Comedy Awards | 2014  | Norman - Avoir un chat     | Sketch solo         | Lauréat    |
| Web Comedy Awards | 2014  | Norman - Luigi Clash Mario | Sketch collectif    | Nomination |
| Web Comedy Awards | 2014  | Norman                     | Youtuber de l'année | Nomination |